# امام زاده سيد علي (دشتاب)
امام زاده سید علي (بالفارسية: امامزاده سیدعلی) هي مستوطنة تقع في إيران في قسم دشتاب الريفي. يقدر عدد سكانها بـ 31 نسمة .